# Suvo Grlo (Srbica)
Pour l’article homonyme, voir Suvo Grlo (Istok).
Syriganë en albanais et Suvo Grlo en serbe latin (en serbe cyrillique : Суво Грло) est une localité du Kosovo située dans la commune/municipalité de Skenderaj/Srbica et dans le district de Mitrovicë/Kosovska Mitrovica. Selon le recensement kosovar de 2011, elle compte 308 habitants.
Le village est également connu sous le nom albanais de Suhogërllë.

## Histoire
La mosquée du village est proposée pour une inscription sur la liste des monuments culturels du Kosovo.

## Démographie

### Évolution historique de la population dans la localité
| 1948 | 1953 | 1961 | 1971 | 1981 | 1991 | 2011 |
| ---- | ---- | ---- | ---- | ---- | ---- | ---- |
| 426  | 438  | 492  | 495  | 575  | 598  | 308  |

|  |

### Répartition de la population par nationalités (2011)
En 2011, les Albanais représentaient 94,16 % de la population et les Serbes 5,84 %.